# Ян IV ван Аркел (1314 – 1360)
Йохан IV фон Аркел/Ян IV ван Аркел (на немски: Johann IV von Arkel; на нидерландски: Jan IV van Arkel; * ок. 1305/1306/1314 в Горинхем в Зеландия, Нидерландия; † между 12 ноември 1359 и 5 май/6 май 1360) е от 1326 г. господар на Аркел в Нидерландия.
Той е от един от най-значимите благороднически родове от Холандия. Той е син на Йохан III ван Аркел († 24 декември 1324) и първата му съпруга Мабелия ван Форне († 26 февруари 1313), дъщеря на Албрехт ван Форне († 1287), бургграф на Зеландия, и Алайд ван Лоон (* ок. 1242).
Баща му Йохан III ван Аркел се жени втори път 1314 г. за Кунигунда фон Вирнебург († 1328). Така той е полубрат на Йохан IV фон Аркел (1314 – 1378), епископ на Утрехт (1342 – 1364) и Лиеж (1364 – 1378).
Йохан IV фон Аркел играе важна роля през 1350 г. в Гражданската война в Холандия и Хайнау на страната на граф Вилхелм I от Бавария/Вилхелм V от Холандия, който побеждава англичаните през 1351 г. в битката при Влардинген.
Йохан/Ян IV фон Аркел е наследен от син му Ото.

## Фамилия
Йохан IV фон Аркел се жени 1327 г. за Ирмгард фон Клеве († 6 август 1362), разведена през 1324 г. с Адолф II фон Марк († 1347), дъщеря на граф Ото фон Клеве (1278 – 1310) и Мехтилд фон Вирнебург († сл. 1360), племенница на архиепископа на Кьолн Хайнрих II фон Вирнебург. Те имат децата:
- Елизабет ван Аркел († сл. 1407), омъжена на 25 януари 1365 г. за Боре ван Хемстеде († сл. 1390)
- Йохан ван Аркел († 11 август 1352)
- Ото фон Аркел (* ок 1330, Лердам; † 26 март 1396, Горинхем), женен пр. 18 октомври 1360 г. за Изабела (Елизабет) де Бар (* ок. 1345; † пр. 11 май 1411), наследничка на Пиерепонт (* пр. 1345); имат син и дъщеря
- Мехтилд ван Аркел (* пр. 14 март 1330; † сл. 1376); омъжена I. на	27 юни 1348 г. за Вилем V ван Хорн/Хорне, господар на Алтена (* ок. 1324; † 1357), син на Вилхелм IV фон Хорн († 1343), II. за Балдуин III фон Щайнфурт († 8 август 1394/25 януари 1395)

Йохан IV фон Аркел има извънбрачен син:
- Йохан фон Волферен (* ок. 1345; † ок. 1423)